# Битва при Саламанці
Битва під Саламанкою — бій між англо-португальською армією Веллінгтона та французькими військами під командуванням Огюста де Мармона на південь від Саламанки, Іспанія.

## Передумови
На початку 1812 майже вся Іспанія була окупована французькими військами, а її власна армія була змушена вести здебільшого партизанську війну. Британський корпус перебував у Португалії, де спільно з місцевими підрозділами досить успішно протистояв французам, і періодично проводив рейди вглиб іспанської території.
Один з таких наступів розпочався взимку 1812. Двадцятого січня війська під командуванням герцога Веллінгтона зайняли прикордонне місто Сьюдад-Родріго, а у квітні — Бадахос, що на 200 км південніше, створивши таким чином широкий плацдарм для маневрів.
На зустріч англо-португальській армії виступили французькі війська під керівництвом маршала Мармона. Володіючи чисельною перевагою, він змусив союзників почати відступ до Португалії. Веллінгтон намагався уникати зустрічі з основними силами противника і очікував вдалого моменту для контратаки. Помітивши, що Мармон занадто розтягнув свої війська, намагаючись перехопити союзників, Веллінгтон перейшов у відкрите протистояння поблизу Саламанки, де володів локальною перевагою.

## Хід битви

### Сили сторін
На початок битви у розпорядженні Веллінгтона було 8 піхотних дивізій, 2 окремі португальські бригади та 5 кавалерійських підрозділів загальною чисельністю 52 тисячі солдатів. У Мармона було 49-50 солдатів, але армія союзників майже в двічі переважала її в кавалерії.